# Zakk Wylde
Zakk Wylde (eigentlich Jeffrey Phillip Wielandt; * 14. Januar 1967 in Bayonne, New Jersey) ist ein amerikanischer Rock- und Metal-Gitarrist und -Sänger. Er ist der Frontmann von Black Label Society und war langjähriger Gitarrist von Ozzy Osbourne. Seit 2022 ist er außerdem Touring-Gitarrist von Pantera.

## Karriere

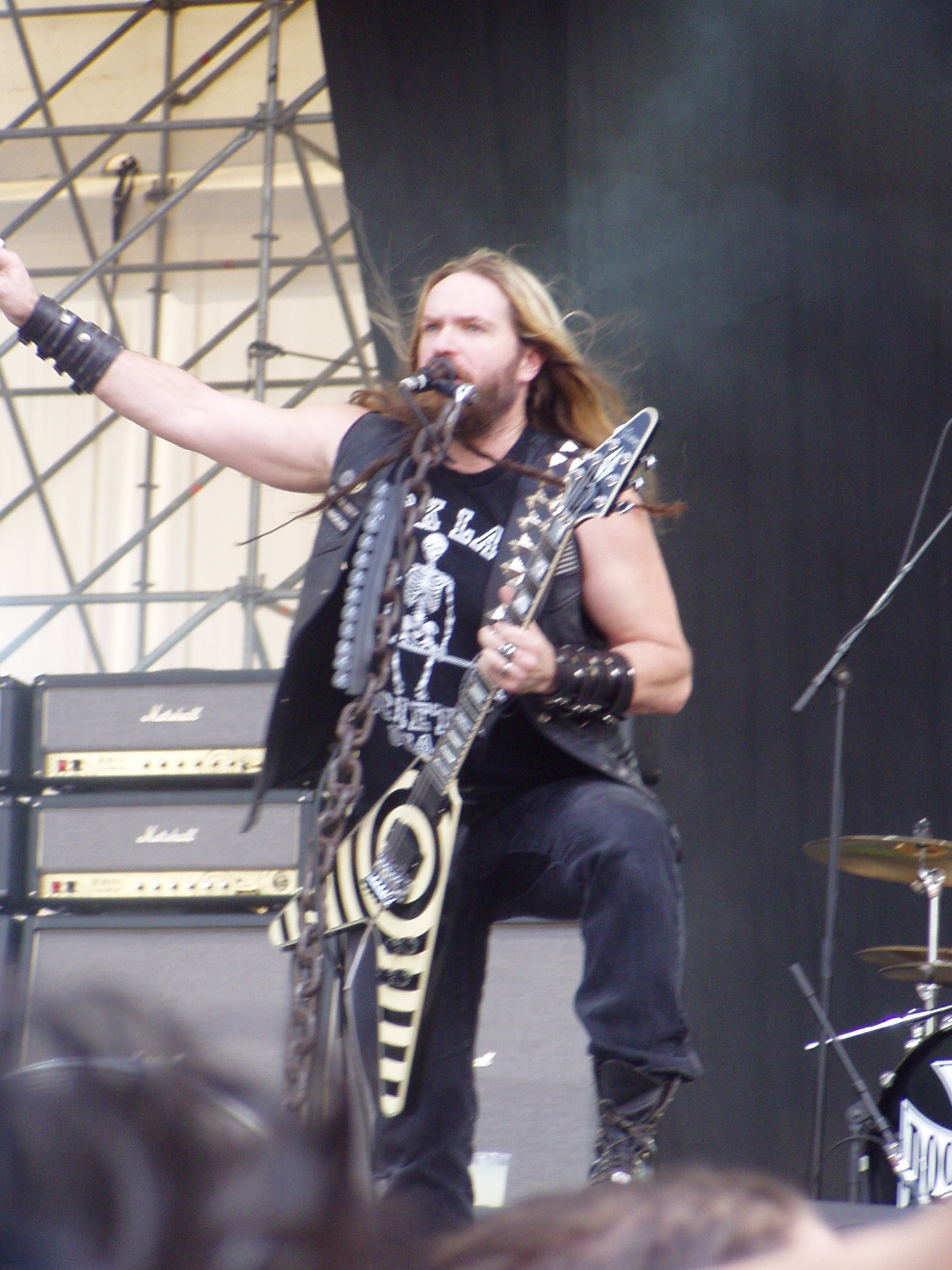
Wylde mit der Bullseye Gibson Flying V (2007)

Im Alter von acht Jahren begann Wylde Gitarre zu spielen. Bis zu seinem 14. Lebensjahr spielte er u. a. Songs von Elton John nach. Sein Gitarrenlehrer brachte ihm die Musik von Led Zeppelin und Jimi Hendrix näher. 1987 wurde Zakk Wylde im Alter von 20 Jahren in die Band von Ozzy Osbourne aufgenommen. Er ersetzte damit Jake E. Lee, den Nachfolger von Randy Rhoads. Wylde war kurz zuvor als Gitarrist bei der Band Zyris eingestiegen. 1988 spielte Wylde zusammen mit Osbourne das Album No Rest for the Wicked ein; es folgten im Laufe der Jahre zahlreiche weitere Produktionen mit Ozzy Osbourne.
Wylde gründete unter anderem zwei eigene Formationen: Pride & Glory, die kompositorisch stark vom Southern Rock geprägt war, sowie Black Label Society, bei der unter anderem Black-Sabbath-Einflüsse zu hören sind. Diese Gruppe ist sein momentan noch aktives Soloprojekt.
Ein Merkmal seines Gitarrenspiels sind die vielen Pinch Harmonics (künstliche Obertöne), die er in die harten Gitarrenriffs einbaut. Als Inspirationen seines Spiels und seines Schaffens nennt Zakk Wylde Gitarristen wie Randy Rhoads, Tony Iommi, Eddie van Halen, Al Di Meola, Paco de Lucía und Jimmy Page. Auch Southern Rock im Stile von Lynyrd Skynyrd und den Allman Brothers (sein Gastauftritt ist auf dem Bootleg Zakk Goes Wylde zu hören) findet sich in seinem Spiel wieder.
2001 gab Wylde sein Schauspieldebüt in Stephen Hereks Film Rock Star an der Seite von Mark Wahlberg, Jennifer Aniston und Musikerkollege Myles Kennedy.
2010 beendete Ozzy Osbourne die Zusammenarbeit mit Wylde und nahm dafür den Gitarristen Gus G. (Firewind) in seine feste Besetzung auf. Grund für die Trennung sei sein Alkoholkonsum gewesen. In seiner Autobiografie gibt Osbourne an, dass Wylde eine „sehr gefährliche Gesellschaft für einen trockenen Alkoholiker“ sei. 2011 spielte Wylde auf Jamey Jastas Solodebüt Jasta.
Anfang 2012 gab Osbourne bekannt, Wylde als Gitarrist neben Gus G. und Slash zu seiner Ozzy And Friends Tour 2012 wieder in die Band geholt zu haben. Des Weiteren wurde bestätigt, dass Black Label Society auch gleichzeitig die Vorband dieser Tour – wie bereits 2007 und 2010/2011 – sein sollte.
Im April 2016 erschien Wyldes neues, akustisches Solowerk Book of Shadows II, das er im Frühsommer 2016 auf mehreren Solokonzerten vorstellte.
Seit dem Jahr 2022 tritt Wylde mit der Band Pantera auf.

## Endorsement

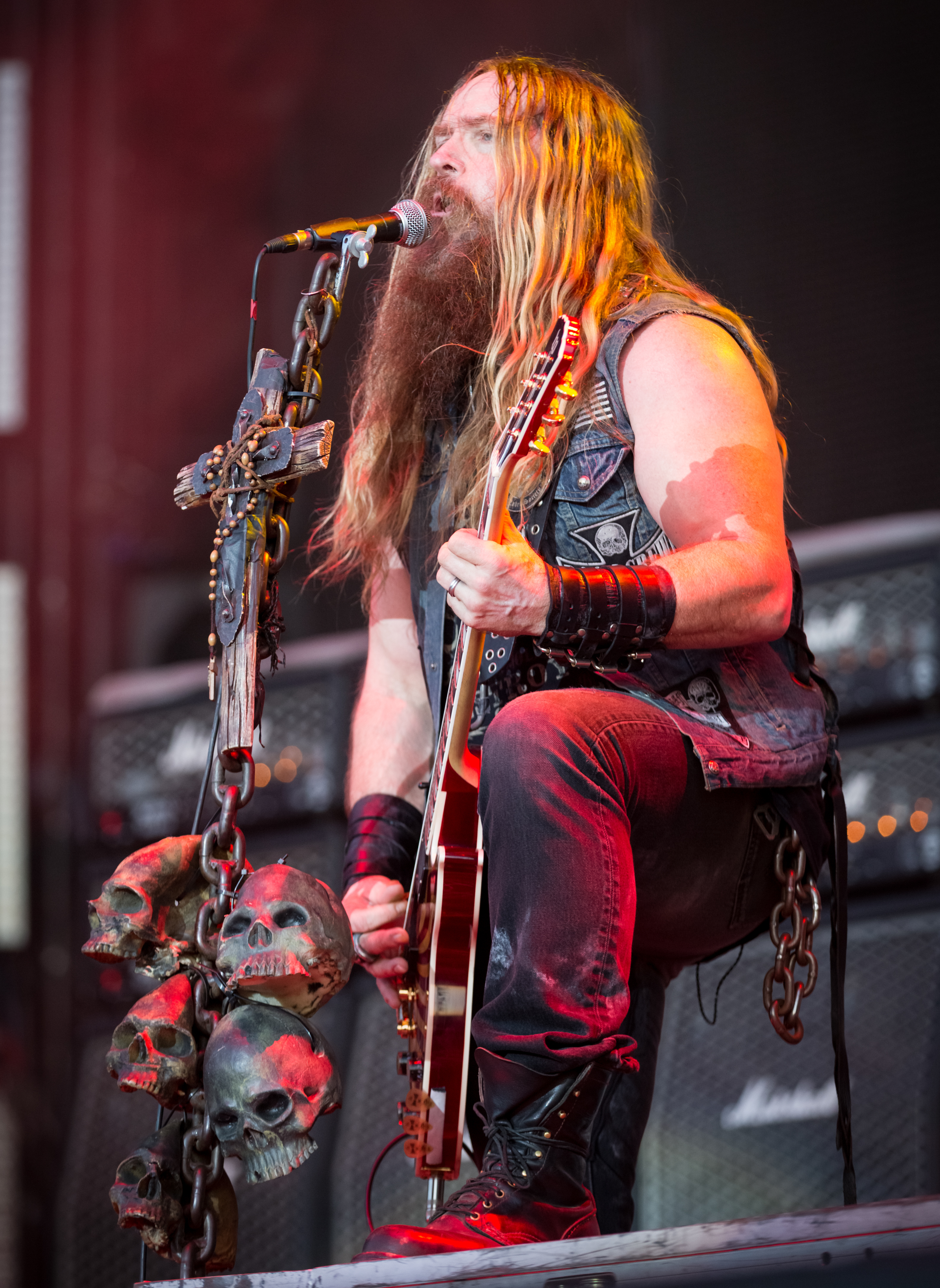
Wylde live mit Black Label Society beim Wacken Open Air 2015

Gibson baute in den 90er Jahren für Wylde ein Les-Paul-Signature-Modell mit Bullseye-Aussehen, das mittlerweile zu seinem optischen Erkennungszeichen geworden ist. Er besitzt auch eine Gibson Flying V und diverse andere Gitarren im Bullseye-Stil.
Der Verstärkerhersteller Marshall legte 2002 eine auf 600 Stück limitierte Signature-Edition des JCM 800, den JCM 800 2203ZW auf. Das ZW steht dabei für Zakk Wylde. Das war das zweite Mal, dass ein weiterer Name neben Jim Marshall auf einem Amp auftauchte. Es handelt sich hierbei um ein Reissue-Modell mit Effektloop. Neben der etwas anderen Optik mit Bullseye und dem Black-Label-Society-Logo unterscheidet es sich aber technisch ausschließlich durch die 4 Endstufenröhren 6550 anstatt der EL34, die in der Standardversion des 2203 verwendet werden.

## Diskografie

### Mit Pride & Glory
- Pride & Glory (1994)

### Solo
- Instrumental Solo Demo Tape (1987)
- Book of Shadows (1996)
- Book of Shadows II (2016)

### Mit Derek Sherinian
- Inertia (2001)
- Black Utopia (2003)
- Mythology (2004)
- Blood of the Snake (2006)

### Mit Black Label Society
- Sonic Brew (1999)
- Stronger Than Death (2000)
- Alcohol Fueled Brewtality|Alcohol Fueled Brewtality Live +5 (2001)
- 1919 Eternal (2002)
- The Blessed Hellride (2003)
- Boozed, Broozed, and Broken Boned (Videoalbum) (2003, US: Gold)[4]
- Hangover Music Vol. VI (2004)
- Mafia (album)|Mafia (2005)
- Kings of Damnation 98-04 (Career Retrospective) (2005)
- Shot To Hell (2006)
- The European Invasion:Doom Trooping Live (2006) (DVD)
- Skullage (Sampler) (2009)
- Order of the Black (2010)
- The Song Remains Not The Same (2011) (mit Cover-Songs)
- Unblackened (2013) (DVD und CD)
- Catacombs Of The Black Vatican (2014)
- Grimmest Hits (2018)
- Doom Crew Inc. (2021)
- The Song Remains Not The Same II (2021)[5]

### Mit Ozzy Osbourne
- No Rest for the Wicked (1988)
- Just Say Ozzy (1990)
- No More Tears (1991)
- Live and Loud (1992/93)
- Ozzmosis (1995)
- Down to Earth (2001)
- Dreamer (2001)
- Live at Budokan (2002)
- Black Rain (2007)
- Patient Number 9 (2022)

### Sonstiges
- Stairway to Heaven/Highway to Hell (1989)
- Ward One: Along the Way (1990)
- Dweezil Zappa: Confessions (1991)
- LA Blues Authority (1991)
- Britny Fox: Bite Down Hard (1991)
- Guitars that Rule the World (1992)
- CPR (1992)
- Stevie Salas: The Electric Pow Wow (1993)
- Blackfoot: After the reign (1994)
- Stairway to Heaven Tribute (1997)
- Carmine Appice’s Guitar Zeus 2 (1997)
- Hard Pressed – Nobuteura Mada (1997)
- Love: Tokma (1997)
- Merry Axemas Vol.2 – More Guitars (1998)
- RE-SET – Marcy (1998)
- Humanary Stew – A Tribute to Alice Cooper (1999)
- Ozzfest 2001: The Second Millennium (2001)
- Rock Star Soundtrack (2001)
- Themes of Horror (2001)
- Gibson’s 50th Anniversary (2002)
- Aqua Teen Hunger Force – Spirit Journey Formation Anniversary  (2003)
- Damageplan – New Found Power (2004)
- Fozzy – All That Remains (2005)
- VH1 Rock Honors with Ozzy Osbourne (2007)
- Auftritt bei Guitar Hero World Tour
- Dope – Addiction